# Назарова, Татьяна Викторовна
Татьяна Викторовна Назарова (укр. Тетяна Вікторівна Назарова; 21 ноября 1933, Киев — 18 апреля 1976, там же) — советский лингвист-украинист, диалектолог. Кандидат филологических наук (1964). Лауреат Государственной премии Украины в области науки и техники (2006, посмертно). Одна из координаторов разработки Атласа украинского языка.

## Биография
Родилась 21 ноября 1933 года в Киеве.
В 1956 году окончила Киевский университет. С 1957 года работала в Институте языкознания АН УССР (с 1969 года — старший научный сотрудник), где в 1973—1976 годах возглавляла группу диалектологии и ономастики. Руководитель украинской комиссии «Общеславянского лингвистического атласа».
Исследовала проблемы украинской диалектологии, в частности, фонетики и фонологии и славянской лингвогеографии, явления украинско-белорусского диалектного взаимодействия, разработала принципы синтеза информации о фонетических и фонологических уровнях украинских диалектов, подготовила обобщающие карты о структуре вокализма и консонантизма в украинских диалектах, принимала участие в разработке концепции Общеславянского лингвистического атласа, осуществила записи диалектной речи многих украинских говоров, что способствовало созданию украинского диалектного фонофонда; участвовала в подготовке эмпирической базы Атласа украинского языка, была автором и редактором ряда карт Атласа.
Особую научную ценность представляет «Лингвистический атлас нижней Припяти» (К., 1985). Его значение для украинской лингвогеографии заметно возросло после аварии на ЧАЭС, когда из-за отселения с загрязненных территорий исчез ряд автохтонных полесских говоров.
Скончалась 18 апреля 1976 года в Киеве.